# Wera Küchenmeister
Wera Küchenmeister, geb. Skupin (* 18. Oktober 1929 in Berlin; † 6. April 2013 in Blankensee), war eine deutsche Schriftstellerin.

## Leben
Wera Skupin wurde 1929 als Tochter der Angestellten Gertrud Skupin und des kommunistischen Tischlers Boleslaw Czekalla geboren. Sie besuchte die Schule in Berlin und legte dort die Reifeprüfung ab. 1949 begann sie ein Studium am Deutschen Theaterinstitut in Weimar. Dort lernte sie ihren späteren Mann Claus Küchenmeister kennen, den sie 1952 heiratete. Gemeinsam hatten sie zwei Kinder, ihren Sohn Daniel und eine Tochter.
Von 1951 bis 1954 war sie Meisterschülerin am Berliner Ensemble Bertolt Brechts, wo sie neben ihrer Tätigkeit als Regieassistentin auch am Aufbau der betrieblichen Parteiorganisation beteiligt war. Für ihre Tätigkeit beim Berliner Ensemble erhielt sie 1960 ein Diplom der Ost-Berliner Deutschen Akademie der Künste. Wera Küchenmeister war als Dramaturgin und von 1963 bis 1966 als Dozentin an der Deutschen Hochschule für Filmkunst in Potsdam-Babelsberg tätig. Von 1966 bis 1968 war sie Chefdramaturgin am Maxim-Gorki-Theater in Ost-Berlin, von 1969 bis 1973 Sekretärin des Filmbeirats beim Ministerium für Kultur und von 1973 bis 1976 zuständig für den künstlerischen Film in der Hauptverwaltung Film des Ministeriums für Kultur. Ab 1975 arbeitete als Szenaristin für das Spielfilm-Studio der DEFA. 
Sie und ihr Mann Claus arbeiteten unter den Decknamen „Sonja“ und „Kaminski“ spätestens ab 1964 mit Unterbrechung bis 1979 für das Ministerium für Staatssicherheit der DDR.
Wera Küchenmeister verfasste neben zahlreichen Drehbüchern für die DEFA seit den Fünfzigerjahren Romane, Kinderbücher und Gedichte.
Die meisten ihrer literarischen Werke entstanden in Zusammenarbeit mit ihrem Ehemann Claus Küchenmeister.
Wera Küchenmeister gehörte von 1957 bis 1990 dem Schriftstellerverband der DDR an, seit 1968 als Mitglied des Vorstandes. 1990 wurde sie Mitglied des Verbandes Deutscher Schriftsteller. Sie erhielt u. a. folgende Auszeichnungen: 1958 den Ernst-Zinna-Preis 1949 den Heinrich-Greif-Preis, 1964 die Verdienstmedaille der DDR, 1965 die Clara-Zetkin-Medaille, 1968 die Erich-Weinert-Medaille, 1971 den Nationalpreis 1. Klasse und den Kunstpreis des FDGB sowie 1980 den Vaterländischen Verdienstorden in Silber. 
Sie erhielt 1970 die Verdienstmedaille der Nationalen Volksarmee in Silber.
Sie lebte zuletzt mit ihrem Mann in Ludwigsfelde-Siethen und starb im April 2013.

## Werke
- Frau Holle, Berlin 1954
- Das Waldfest der Tiere, Berlin 1954 (zusammen mit Claus Küchenmeister)
- Der kleine und der große Klaus, Berlin 1955 (zusammen mit Claus Küchenmeister)
- Damals achtzehn, neunzehn, Berlin 1958 (zusammen mit Claus Küchenmeister)
- Judiths wunderbarer Ball, Berlin 1961 (zusammen mit Claus Küchenmeister und Bert Heller)
- Daniel und der Weltmeister, Berlin 1962 (zusammen mit Claus Küchenmeister und Erich Gürtzig)
- Sie nannten ihn Amigo, Berlin 1962 (zusammen mit Claus Küchenmeister)
- Daniel und der Maler, Berlin 1963 (zusammen mit Claus Küchenmeister und Erich Gürtzig)
- Die Stadt aus Spaß, Berlin 1966
- Auf dem ABC-Stern, Berlin 1967 (zusammen mit Gertrud Zucker)
- Als Thälmann noch ein Junge war, Berlin 1976 (zusammen mit Claus Küchenmeister und Volker Koepp)
- Daniel und seine Martha, Berlin 1977 (zusammen mit Claus Küchenmeister und Hans-Dieter Bartel)
- Ina, Berlin 1978 (zusammen mit Claus Küchenmeister)
- Schüsse im Januar, zwei Teile, Berlin 1978 (zusammen mit Claus Küchenmeister)
- Der Mann aus dem Dunkel, Berlin 1979 (zusammen mit Claus Küchenmeister)
- Vom rotgesprenkelten Spatzen, Berlin 1980 (zusammen mit Füruzan und Claus Küchenmeister)
- Wenn ich will, bin ich ein Hase, Berlin 1981 (zusammen mit Claus Küchenmeister und Konrad Golz)
- Zur Stunde des Grubenpferds, Berlin 1981 (zusammen mit Claus Küchenmeister)
- Das Märchen vom Hahn, Berlin 1982 (zusammen mit Claus Küchenmeister und Franz Zauleck)
- Rentiergeheimnisse, Berlin 1984 (zusammen mit Claus Küchenmeister)
- Eine Begabung muß man entmutigen …, Berlin 1986 (zusammen mit Claus Küchenmeister)
- Um die Ecke in Berlin, Berlin 1986 (zusammen mit Claus Küchenmeister)
- Der Lude, Berlin 1987 (zusammen mit Claus Küchenmeister)
- Wahrheit, wie sie in alten Märchen steckt, Berlin 1989 (zusammen mit Claus Küchenmeister)
- Blankensee, Schwedt/O. 1994 (zusammen mit Claus Küchenmeister und Sara Harten)

## Filmdrehbücher
Wenn nicht anders angegeben mit Claus Küchenmeister:
- 1956: Träumt für morgen
- 1958: Sie nannten ihn Amigo (mit Claus Küchenmeister und Heiner Carow)
- 1959: Der verlorene Ball
- 1959: Ein deutscher Herr in Paris
- 1960: Die rote Trommel
- 1961: Alltag eines Poeten
- 1961: Schubi würfelt
- 1962: Wer bürgt für Deutschland
- 1967: Der tapfere Schulschwänzer (mit Claus Küchenmeister und Winfried Junge)
- 1970: KLK an PTX – Die Rote Kapelle (mit Claus Küchenmeister und Horst E. Brandt)
- 1971: Der kleine und der große Klaus
- 1973: Aus dem Leben eines Taugenichts
- 1974: Zwischen Tag und Nacht
- 1974: Aus meiner Kindheit (mit Claus Küchenmeister und Bernhard Stephan)
- 1975: Er könnte ja heute nicht schweigen (mit Claus Küchenmeister und Volker Koepp)
- 1977: Trampen nach Norden
- 1977: Ich erinnere mich noch
- 1978: Der Meisterdieb (mit Wolfgang Hübner, Peter Süring und Claus Küchenmeister)
- 1980: Gevatter Tod (mit Wolfgang Hübner)
- 1982: Der entführte Prinz
- 1984: Der Lude
- 1985: Jorinde und Joringel

### Hörspiele
- 1958: Mit Claus Küchenmeister: Damals achtzehn – neunzehn – Regie: Helmut Hellstorff (Dokumentarhörspiel – Rundfunk der DDR)

## Herausgeberschaft
- Martin Hayneccius: Hans Pfriem oder Kühnheit zahlt sich aus, Leipzig 1955 (zusammen mit Claus Küchenmeister)
- Pferdchen, du mein weißes, Berlin 1975 (zusammen mit Marcela Lopez und Claus Küchenmeister)
- Andreas Alariesto: Zauberer, Teufel und Lemminge, Berlin 1981 (zusammen mit Claus Küchenmeister)
- Víctor Carvajal: Der Streit um die Puppe, Berlin 1981 (zusammen mit Claus Küchenmeister)
- Elfriede Paul: Ein Sprechzimmer der Roten Kapelle, Berlin 1981
- Bilder aus dunkler Zeit, Berlin 1984 (zusammen mit Claus Küchenmeister)
- Lope de Vega: Julian oder Das prophetische Tier, Jütchendorf 1995 (zusammen mit Claus Küchenmeister)